# Валеріо Бачігалупо
Валеріо Бачігалупо (італ. Valerio Bacigalupo, нар. 12 березня 1924, Вадо-Лігуре, Савона, Італія — пом. 4 травня 1949, Суперга, Турин) — італійський футболіст, що грав на позиції воротаря. Виступав за національну збірну і «Торіно», провідний італійський клуб того часу. Молодший брат італійського воротаря Манліо Бачігалупо.

## Спортивна кар'єра
1937 року дебютував виступами за клуб «Вадо», в якому провів чотири сезони. 
Під час Другої світової війни грав у складі команд «Каїрезе», «Савона» та «Дженоа».
1945 року перейшов до клубу «Торіно», за який відіграв 4 сезони. Протягом усього часу був основним голкіпером команди. За цей час чотири рази виборював титул чемпіона Італії. В елітній лізі італійського футболу провів 137 матчів. 
У складі національної команди дебютував 14 грудня 1947 року. У Барі італійці перемогли команду Чехословаччини з рахунком 3:1. До березня 1949 року провів ще чотири товариських поєдинку у складі збірної. Усього — чотири перемоги і поразка від збірної Англії. Пропустив вісім голів, їх забивали чех Ян Ржига, француз Жан Баратт, португалець Лоуренсу, іспанець Агустін Гаїнса і англійські форварди Томмі Лоутон, Стен Мортенсен та Том Фінні (2).
Навесні 1949 року керівництво туринського клубу прийняло запрошення від португальського гранда, «Бенфіки», взяти участь у товариській грі на честь однієї з найбільших тодішніх зірок лісабонського клубу, Франсішку Феррейри. Гра відбулася 3 травня 1949 року в Лісабоні й завершилася поразкою італійських гостей з рахунком 3:4. Наступного дня команда «Торіно», працівники клубу і журналісти вилетіли додому рейсом Лісабон—Барселона—Турин.
Поблизу Савони літак почав знижуватися через складні погодні умови. Приблизно о 17:03 — здійснив поворот для заходу на посадку і невдовзі зіткнувся з кам'яною огорожею базиліки Суперга на вершині однойменної гори, що височіє над околицями Турина. Внаслідок авікатастрофи усі чотири члени екіпажу і 27 пасажирів загинули на місці.
На момент загибелі основного складу «Торіно», до завершення сезону в Серії A лишалося чотири тури і команда очолювала чемпіонські перегони. В останніх турах, честь клубу захищали гравці молодіжної команди. Усі суперники в цих матчах («Дженоа», «Палермо», «Сампдорія» і «Фіорентіна»), з поваги до загиблих чемпіонів, також виставляли на поле молодіжні склади своїх клубів. Молодіжна команда «Торіно» перемогла у всіх останніх іграх сезону, здобувши таким чином посмертний чемпіонський титул для своїх старших товаришів.

## Досягнення
- Чемпіон Італії (4):

«Торіно»: 1946, 1947, 1948, 1949

## Статистика
Статистика виступів за національну збірну Італії:
| Дата       | Місто  | Господарі | Результат | Гості          | Турнір           | Голи | Примітки |
| ---------- | ------ | --------- | --------- | -------------- | ---------------- | ---- | -------- |
| 14-12-1947 | Барі   | Італія    | 3 – 1     | Чехословаччина | товариський матч | -1   |          |
| 4-4-1948   | Париж  | Франція   | 1 – 3     | Італія         | товариський матч | -1   |          |
| 16-5-1948  | Турин  | Італія    | 0 – 4     | Англія         | товариський матч | -4   |          |
| 27-2-1949  | Генуя  | Італія    | 4 – 1     | Португалія     | товариський матч | -1   |          |
| 27-3-1949  | Мадрид | Іспанія   | 1 – 3     | Італія         | товариський матч | -1   |          |
| Усього     |        | Матчів    | 5         |                | Голів            | -8   |          |